# Кильсяли (Кельбаджарский район)
Кильсяли (старое название: Лезгиляр Кильсяси) (азерб. Kilsəli) — село в Кельбаджарском районе Азербайджана. Расположено на высоте 1582 м.

## История
Согласно «Энциклопедическому словарю топонимов Азербайджана», название села, происходит от расположенной поблизости церкви (азерб. kilsə). По рассказам местных жителей, населённый пункт был основан выходцами из современного Чародинского района Дагестана в начале XIX века.
Согласно данным издания «Административное деление АССР», подготовленного в 1933 году Управлением народно-хозяйственного учёта АССР (АзНХУ), по состоянию на 1 января 1933 года село Кильсали являлось центром одноимённого сельсовета Кельбаджарского района Азербайджанской ССР. Население составляло 394 человека (100 хозяйств, из них 30 обобщённых и 70 единоличных, 204 мужчины и 190 женщин). Национальный состав всего Кильсалинского сельсовета, включавшего также сёла Джомарт, Кушювасы, Наджафалылар, на 100 % состоял из тюрков (азербайджанцев).
В ходе Первой карабахской войны в начале 1990-х село перешло под контроль армянских сил. Согласно административно-территориальному делению непризнанной Нагорно-Карабахской Республики располагалось в Шаумяновском районе НКР.
25 ноября 2020 года на основании трёхстороннего соглашения между Азербайджаном, Арменией и Россией от 10 ноября 2020 года Кельбаджарский район возвращён под контроль Азербайджана.